# Roberto Boninsegna
Roberto Boninsegna (Mantova, 13 novembre 1943) è un ex calciatore, allenatore di calcio e dirigente sportivo italiano, di ruolo attaccante.
È stato vicecampione mondiale nel 1970 con la nazionale italiana.
Nel 2024 viene inserito nella Hall of Fame del calcio italiano.

## Caratteristiche tecniche

### Giocatore

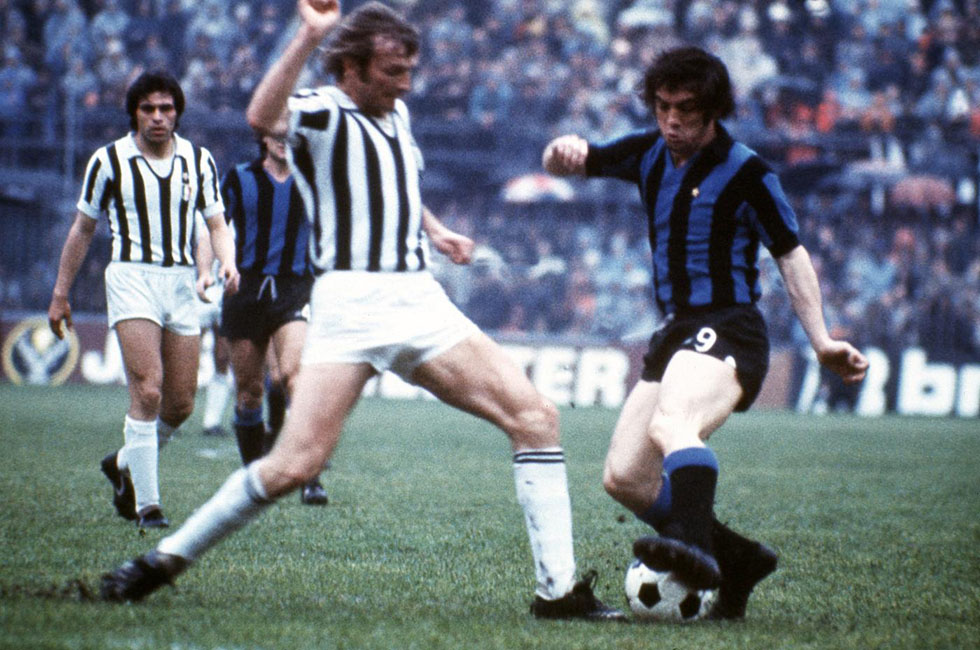
Boninsegna contrastato da Francesco Morini durante il derby d'Italia del 28 aprile 1974

Era un attaccante di sfondamento, a tratti egoista in campo. Pur non dotato di un'elevata statura, era molto abile in acrobazia e nel gioco aereo; rimangono nella memoria i suoi duelli col difensore Francesco Morini, dapprima rivale e poi compagno di squadra. Secondo un parere di Gianni Brera, Boninsegna è stato, nei primi anni 1970, il più forte centravanti del mondo insieme al connazionale Gigi Riva. Ottimo rigorista, in Serie A riuscì a mettere a segno 19 penalty consecutivi, la striscia più lunga mai realizzata nel massimo campionato italiano.
È noto col soprannome di Bonimba, termine coniato dallo stesso Brera – e non particolarmente amato da Boninsegna – durante i trascorsi dell'attaccante a Cagliari; il particolare nomignolo nacque dalla crasi tra Boninsegna e Bagonghi (quest'ultimo, un desueto pseudonimo riferito ai nani da circo) e, secondo Brera, esprimeva al meglio il fatto che, pur non vantando una grande statura fisica, Boninsegna riusciva agilmente a saltare più in alto dei suoi marcatori.

## Carriera

### Giocatore

#### Club

##### Gli inizi a Prato, Potenza e Varese
Boninsegna venne scoperto da un osservatore dell’Inter, Eligio Vecchi. A un successivo provino convinse Giuseppe Meazza, sicché la società nerazzurra lo acquistò per 400 000 lire, all'età di 14 anni. In un lustro non ebbe tuttavia progressi significativi, pertanto il tecnico interista Helenio Herrera, ritenendolo ancora troppo acerbo, gli precluse il salto in prima squadra – quella che diverrà la Grande Inter – mandandolo invece a farsi le ossa in prestito.
Debuttò da calciatore con un biennio in Serie B, dapprima al Prato e poi al Potenza dove, in coppia con Silvino Bercellino, costituì il cosiddetto «attacco raffica» dei potentini, il miglior reparto della cadetteria (55 gol) nella stagione 1964-1965, sfiorando per soli tre punti quella che sarebbe stata una storica promozione in Serie A della squadra lucana. Boninsegna andò comunque a calcare i campi della massima categoria l'anno successivo, difendendo stavolta i colori del Varese.

##### Cagliari e l'esperienza nordamericana

Boninsegna al Cagliari nella stagione 1967-1968

Le sue fortune iniziarono nel 1966, col trasferimento per 80 milioni di lire all'allora rampante Cagliari, dove andò a far coppia in avanti con Gigi Riva. Dopo due stagioni di buon livello, nel campionato 1968-1969 contribuì a portare gli isolani a un passo da titolo, con un secondo posto che all'epoca rappresentò il miglior piazzamento dei rossoblù nella loro storia.
Nel triennio passato in Sardegna incappò anche in un disdicevole comportamento quando, durante la trasferta di Varese del 31 dicembre 1967, fu espulso e reiterò le proteste insultando l'arbitro Bernardis e l'assistente di linea: tale condotta gli costò una squalifica record da parte della commissione disciplinare di 11 giornate, poi ridotte a 9.
Durante l'esperienza cagliaritana, nell'estate del 1967 prese inoltre parte coi compagni di squadra a un campionato oltreoceano organizzato dalla United Soccer Association, volto a promuovere il gioco del calcio in Nordamerica, in cui i rossoblù difesero i colori dei Chicago Mustangs; Boninsegna onorò questa breve manifestazione con 11 reti, che ne fecero il capocannoniere dell'edizione: ciò gli portò un singolare primato, facendone il primo giocatore italiano capace di aggiudicarsi il titolo di miglior marcatore in un campionato straniero.
Il Cagliari lo ha inserito nella sua Hall of Fame.

##### Inter

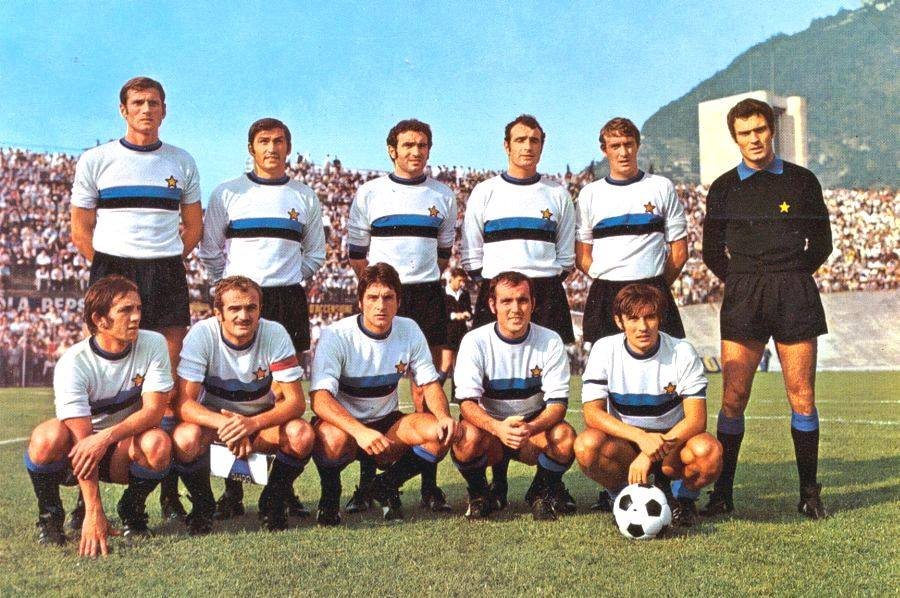
Boninsegna (accosciato, primo da sinistra) all'Inter nel 1970

Nell'estate del 1969 Boninsegna torna all'Inter, che per riacquistarlo sborsa 600 milioni e cede contestualmente al Cagliari Angelo Domenghini, Sergio Gori e Cesare Poli.
A Milano conobbe il periodo di maggior splendore della sua carriera, su tutti lo scudetto del campionato 1970-1971, in cui si laureò miglior marcatore con 24 segnature; titolo che vincerà, con 22 centri, anche la stagione successiva. In totale con la maglia nerazzurra scese in campo 281 volte (197 in Serie A, 55 in Coppa Italia e 29 in Europa) siglando 171 reti (113 in A, 36 in Coppa Italia e 22 in Europa).
Coi colori nerazzurri raggiunse inoltre la finale della Coppa dei Campioni 1971-1972; edizione in cui, negli ottavi di finale, Boninsegna fu suo malgrado protagonista di un controverso episodio nella sfida d'andata contro il Borussia M'gladbach, passata alla storia come la partita della lattina.

##### Juventus e gli ultimi anni

Boninsegna alla Juventus a fine anni 1970

A seguito di uno scambio con Pietro Anastasi, nell'estate del 1976 lasciò dopo sette anni l'Inter e passò alla Juventus: il trasferimento destò non poco scalpore, sia per l'approdo di una bandiera nerazzurra agli storici rivali bianconeri – con lo stesso giocatore che si ritrovò costretto ad accettare la cosa, a malincuore e a giochi fatti –, che per l'età dell'attaccante, ormai trentatreenne e considerato di fatto in fase calante dagli addetti ai lavori.
A dispetto di ciò, Boninsegna visse invece a Torino una seconda giovinezza disputando autorevolmente e da titolare, accanto a Roberto Bettega, le annate 1976-1977 – durante la quale, nel primo confronto contro gli ex nerazzurri, segnò entrambe le reti del 2-0 bianconero –, 1977-1978 e, seppur in parte, 1978-1979, scendendo in campo complessivamente in 94 occasioni (58 in A, 17 in Coppa Italia e 19 in Europa) e realizzando 35 reti (22 in Serie A, 6 in Coppa Italia e 7 in Europa). Durante la sua militanza triennale nella Vecchia Signora contribuì alla vittoria di due campionati, una Coppa Italia e, soprattutto, la Coppa UEFA del 1976-1977, il primo trofeo confederale del club torinese.
Concluse l'attività professionistica in B nel Verona, nella stagione 1979-1980. Giocò infine un'ultima annata, nel 1980-1981, in Serie D con la Viadanese di Viadana, di cui divenne direttore sportivo una volta appesi gli scarpini al chiodo.

#### Nazionale

Boninsegna in azione in azzurro nel 1971

Con la maglia della nazionale, vestita per la prima volta nel 1967, arriva a disputare il campionato del mondo 1970 in Messico e il campionato del mondo 1974 in Germania Ovest. Nel corso del torneo del '70 fu autore di un gol e dell'assist a Gianni Rivera nella storica semifinale Italia-Germania Ovest 4-3, oltre alla rete del momentaneo pareggio italiano nella finale vinta 4-1 dal Brasile. In totale colleziona 22 presenze e 9 reti in maglia azzurra.

### Allenatore e dirigente
Si è dedicato all'attività di allenatore, guidando, assieme a Ettore Recagni, prima le nazionali giovanili Under-19, Under-20 e Under-21 di Serie C dell'Italia, e successivamente il Mantova; dello stesso club sarà vicepresidente nella stagione 2003-2004.
Dopo aver ricoperto il ruolo di osservatore all'Inter, dal 28 febbraio 2012 fino al termine della stagione è nuovamente al Mantova come direttore tecnico. Nel settembre dello stesso anno diventa direttore generale del Trento.

### Dopo il ritiro
Ha preso parte al film Don Camillo di Terence Hill (1983), interpretando il ruolo di un calciatore. Ha inoltre recitato un cameo nello sceneggiato televisivo I promessi sposi di Salvatore Nocita (1989), nel ruolo di un monatto.
Nel 2005 si è candidato al consiglio comunale di Mantova nella lista civica Conte per Mantova libera, no turbogas, senza essere eletto.
Negli anni a seguire è un opinionista ricorrente dell'emittente 7 Gold.

## Statistiche

### Presenze e reti nei club
| Stagione        | Squadra          | Campionato      | Campionato | Campionato | Coppe nazionali | Coppe nazionali | Coppe nazionali | Coppe continentali | Coppe continentali | Coppe continentali | Altre coppe | Altre coppe | Altre coppe | Totale | Totale |
| Stagione        | Squadra          | Comp            | Pres       | Reti       | Comp            | Pres            | Reti            | Comp               | Pres               | Reti               | Comp        | Pres        | Reti        | Pres   | Reti   |
| --------------- | ---------------- | --------------- | ---------- | ---------- | --------------- | --------------- | --------------- | ------------------ | ------------------ | ------------------ | ----------- | ----------- | ----------- | ------ | ------ |
| 1963-1964       | Prato            | B               | 22         | 1          | CI              | 0               | 0               | -                  | -                  | -                  | -           | -           | -           | 22     | 1      |
| 1964-1965       | Potenza          | B               | 32         | 9          | CI              | 0               | 0               | -                  | -                  | -                  | -           | -           | -           | 32     | 9      |
| 1965-1966       | Varese           | A               | 28         | 5          | CI              | 3               | 2               | -                  | -                  | -                  | -           | -           | -           | 31     | 7      |
| 1966-1967       | Cagliari         | A               | 34         | 9          | CI              | 0               | 0               | -                  | -                  | -                  | CM          | 2           | 0           | 36     | 9      |
| 1967            | Chicago Mustangs | USA             | 9          | 11         | -               | -               | -               | -                  | -                  | -                  | -           | -           | -           | 9      | 11     |
| 1967-1968       | Cagliari         | A               | 19         | 5          | CI              | 1               | 0               | -                  | -                  | -                  | CM+CdA      | 4+5         | 3+7         | 29     | 15     |
| 1968-1969       | Cagliari         | A               | 30         | 9          | CI              | 11              | 3               | -                  | -                  | -                  | CM          | 2           | 0           | 43     | 12     |
| Totale Cagliari | Totale Cagliari  | Totale Cagliari | 83         | 23         |                 | 12              | 3               |                    | -                  | -                  | -           | 13          | 10          | 108    | 36     |
| 1969-1970       | Inter            | A               | 30         | 13         | CI              | 6               | 3               | CdF                | 10                 | 9                  | -           | -           | -           | 46     | 25     |
| 1970-1971       | Inter            | A               | 28         | 24         | CI              | 3               | 2               | CdF                | 1                  | 0                  | CAI+TP      | 3+3         | 1+2         | 38     | 29     |
| 1971-1972       | Inter            | A               | 28         | 22         | CI              | 10              | 8               | CC                 | 8                  | 3                  | -           | -           | -           | 46     | 33     |
| 1972-1973       | Inter            | A               | 27         | 12         | CI              | 10              | 6               | CU                 | 4                  | 6                  | -           | -           | -           | 41     | 24     |
| 1973-1974       | Inter            | A               | 29         | 23         | CI              | 10              | 9               | CU                 | 2                  | 1                  | -           | -           | -           | 41     | 33     |
| 1974-1975       | Inter            | A               | 29         | 9          | CI              | 10              | 6               | CU                 | 4                  | 3                  | -           | -           | -           | 43     | 18     |
| 1975-1976       | Inter            | A               | 26         | 10         | CI              | 6               | 2               | CU                 | -                  | -                  | -           | -           | -           | 32     | 12     |
| Totale Inter    | Totale Inter     | Totale Inter    | 197        | 113        |                 | 55              | 36              |                    | 29                 | 22                 |             | 6           | 3           | 287    | 174    |
| 1976-1977       | Juventus         | A               | 29         | 10         | CI              | 8               | 5               | CU                 | 11                 | 5                  | -           | -           | -           | 48     | 20     |
| 1977-1978       | Juventus         | A               | 21         | 10         | CI              | 8               | 1               | CC                 | 8                  | 2                  | -           | -           | -           | 37     | 13     |
| 1978-1979       | Juventus         | A               | 8          | 2          | CI              | 1               | 0               | CC                 | 0                  | 0                  | -           | -           | -           | 9      | 2      |
| Totale Juventus | Totale Juventus  | Totale Juventus | 58         | 22         |                 | 17              | 6               |                    | 19                 | 7                  | -           | -           | -           | 94     | 35     |
| 1979-1980       | Verona           | B               | 14         | 3          | CI              | 4               | 1               | -                  | -                  | -                  | -           | -           | -           | 18     | 4      |
| 1980-1981       | Viadanese        | D               | 23         | 8          | CI-D            | 0               | 0               | -                  | -                  | -                  | -           | -           | -           | 23     | 8      |
| Totale carriera | Totale carriera  | Totale carriera | 466        | 195        |                 | 91              | 48              |                    | 48                 | 29                 |             | 19          | 13          | 624    | 285    |

### Cronologia presenze e reti in nazionale
| Cronologia completa delle presenze e delle reti in nazionale ― Italia | Cronologia completa delle presenze e delle reti in nazionale ― Italia | Cronologia completa delle presenze e delle reti in nazionale ― Italia | Cronologia completa delle presenze e delle reti in nazionale ― Italia | Cronologia completa delle presenze e delle reti in nazionale ― Italia | Cronologia completa delle presenze e delle reti in nazionale ― Italia | Cronologia completa delle presenze e delle reti in nazionale ― Italia | Cronologia completa delle presenze e delle reti in nazionale ― Italia |
| Data                                                                  | Città                                                                 | In casa                                                               | Risultato                                                             | Ospiti                                                                | Competizione                                                          | Reti                                                                  | Note                                                                  |
| --------------------------------------------------------------------- | --------------------------------------------------------------------- | --------------------------------------------------------------------- | --------------------------------------------------------------------- | --------------------------------------------------------------------- | --------------------------------------------------------------------- | --------------------------------------------------------------------- | --------------------------------------------------------------------- |
| 18-11-1967                                                            | Berna                                                                 | Svizzera                                                              | 2 – 2                                                                 | Italia                                                                | Qual. Euro 1968                                                       | -                                                                     |                                                                       |
| 3-6-1970                                                              | Toluca                                                                | Italia                                                                | 1 – 0                                                                 | Svezia                                                                | Mondiali 1970 - 1º turno                                              | -                                                                     |                                                                       |
| 6-6-1970                                                              | Puebla                                                                | Italia                                                                | 0 – 0                                                                 | Uruguay                                                               | Mondiali 1970 - 1º turno                                              | -                                                                     |                                                                       |
| 11-6-1970                                                             | Toluca                                                                | Italia                                                                | 0 – 0                                                                 | Israele                                                               | Mondiali 1970 - 1º turno                                              | -                                                                     |                                                                       |
| 14-6-1970                                                             | Toluca                                                                | Italia                                                                | 4 – 1                                                                 | Messico                                                               | Mondiali 1970 - Quarti di finale                                      | -                                                                     |                                                                       |
| 17-6-1970                                                             | Città del Messico                                                     | Italia                                                                | 4 – 3 dts                                                             | Germania Ovest                                                        | Mondiali 1970 - Semifinale                                            | 1                                                                     |                                                                       |
| 21-6-1970                                                             | Città del Messico                                                     | Brasile                                                               | 4 – 1                                                                 | Italia                                                                | Mondiali 1970 - Finale                                                | 1                                                                     | 84’                                                                   |
| 8-12-1970                                                             | Firenze                                                               | Italia                                                                | 3 – 0                                                                 | Irlanda                                                               | Qual. Euro 1972                                                       | 1                                                                     |                                                                       |
| 20-2-1971                                                             | Cagliari                                                              | Italia                                                                | 1 – 2                                                                 | Spagna                                                                | Amichevole                                                            | -                                                                     |                                                                       |
| 10-5-1971                                                             | Dublino                                                               | Irlanda                                                               | 1 – 2                                                                 | Italia                                                                | Qual. Euro 1972                                                       | 1                                                                     |                                                                       |
| 9-6-1971                                                              | Stoccolma                                                             | Svezia                                                                | 0 – 0                                                                 | Italia                                                                | Qual. Euro 1972                                                       | -                                                                     |                                                                       |
| 25-9-1971                                                             | Genova                                                                | Italia                                                                | 2 – 0                                                                 | Messico                                                               | Amichevole                                                            | 2                                                                     |                                                                       |
| 9-10-1971                                                             | Milano                                                                | Italia                                                                | 3 – 0                                                                 | Svezia                                                                | Qual. Euro 1972                                                       | 1                                                                     |                                                                       |
| 20-11-1971                                                            | Roma                                                                  | Italia                                                                | 2 – 2                                                                 | Austria                                                               | Qual. Euro 1972                                                       | -                                                                     |                                                                       |
| 4-3-1972                                                              | Atene                                                                 | Grecia                                                                | 2 – 1                                                                 | Italia                                                                | Amichevole                                                            | 1                                                                     |                                                                       |
| 13-5-1972                                                             | Bruxelles                                                             | Belgio                                                                | 2 – 1                                                                 | Italia                                                                | Qual. Euro 1972                                                       | -                                                                     |                                                                       |
| 17-6-1972                                                             | Bucarest                                                              | Romania                                                               | 3 – 3                                                                 | Italia                                                                | Amichevole                                                            | -                                                                     | 70’                                                                   |
| 8-6-1974                                                              | Vienna                                                                | Austria                                                               | 0 – 0                                                                 | Italia                                                                | Amichevole                                                            | -                                                                     |                                                                       |
| 23-6-1974                                                             | Stoccarda                                                             | Polonia                                                               | 2 – 1                                                                 | Italia                                                                | Mondiali 1974 - 1º turno                                              | -                                                                     | 46’                                                                   |
| 28-9-1974                                                             | Zagabria                                                              | Jugoslavia                                                            | 1 – 0                                                                 | Italia                                                                | Amichevole                                                            | -                                                                     |                                                                       |
| 20-11-1974                                                            | Rotterdam                                                             | Paesi Bassi                                                           | 3 – 1                                                                 | Italia                                                                | Qual. Euro 1976                                                       | 1                                                                     |                                                                       |
| 29-12-1974                                                            | Genova                                                                | Italia                                                                | 0 – 0                                                                 | Bulgaria                                                              | Amichevole                                                            | -                                                                     |                                                                       |
| Totale                                                                |                                                                       | Presenze                                                              | 22                                                                    |                                                                       | Reti (34º posto)                                                      | 9                                                                     |                                                                       |

### Statistiche da allenatore
| Stagione        | Squadra         | Campionato      | Campionato | Campionato | Campionato | Campionato | Coppe nazionali | Coppe nazionali | Coppe nazionali | Coppe nazionali | Coppe nazionali | Coppe continentali | Coppe continentali | Coppe continentali | Coppe continentali | Coppe continentali | Altre coppe | Altre coppe | Altre coppe | Altre coppe | Altre coppe | Totale | Totale | Totale | Totale | % Vittorie |
| Stagione        | Squadra         | Comp            | G          | V          | N          | P          | Comp            | G               | V               | N               | P               | Comp               | G                  | V                  | N                  | P                  | Comp        | G           | V           | N           | P           | G      | V      | N      | P      | %          |
| --------------- | --------------- | --------------- | ---------- | ---------- | ---------- | ---------- | --------------- | --------------- | --------------- | --------------- | --------------- | ------------------ | ------------------ | ------------------ | ------------------ | ------------------ | ----------- | ----------- | ----------- | ----------- | ----------- | ------ | ------ | ------ | ------ | ---------- |
| dic. 2001-2002  | Mantova         | C2              | 17         | 8          | 4          | 5          | CI-C            | 0               | 0               | 0               | 0               | -                  | -                  | -                  | -                  | -                  | -           | -           | -           | -           | -           | 17     | 8      | 4      | 5      | 47,06      |
| 2002-gen. 2003  | Mantova         | C2              | 19         | 6          | 8          | 5          | CI-C            | 4               | 0               | 3               | 1               | -                  | -                  | -                  | -                  | -                  | -           | -           | -           | -           | -           | 23     | 6      | 11     | 6      | 26,09      |
| Totale carriera | Totale carriera | Totale carriera | 36         | 14         | 12         | 10         |                 | 4               | 0               | 3               | 1               |                    | -                  | -                  | -                  | -                  |             | -           | -           | -           | -           | 40     | 14     | 15     | 11     | 35,00      |

## Palmarès

### Giocatore

#### Club

##### Competizioni giovanili
- Torneo di Viareggio: 1

Inter: 1962

##### Competizioni nazionali
- Campionato italiano: 3

Inter: 1970-1971
Juventus: 1976-1977, 1977-1978
- Coppa Italia: 1

Juventus: 1978-1979

##### Competizioni internazionali
- Coppa UEFA: 1

Juventus: 1976-1977

#### Individuale
- Capocannoniere della United Soccer Association: 1

1967 (11 gol)
- Capocannoniere della Serie A: 2

1970-1971 (24 gol), 1971-1972 (22 gol)
- Capocannoniere della Coppa Italia: 1

1971-1972 (8 gol)